# Dioscorea cochleariapiculata
Dioscorea cochleariapiculata är en enhjärtbladig växtart som beskrevs av De Wild. Dioscorea cochleariapiculata ingår i släktet Dioscorea och familjen Dioscoreaceae. Inga underarter finns listade i Catalogue of Life.